# Odontophorus dialeucos
Odontophorus dialeucos е вид птица от семейство Odontophoridae. Видът е световно застрашен, със статут Уязвим.

## Разпространение
Видът е разпространен в Колумбия и Панама.